# فهرست تیم‌های ملی فوتبال با نام مستعار(آسیا)
فهرست القاب تیم های آسیایی زیر نظر کنفدراسیون فوتبال آسیا

## نام مستعار
| تیم               | نام مستعار             | یادداشت | منبع.         |
| ----------------- | ---------------------- | --- | ------------- |
| ایران             | تیم ملی                | به یوزپلنگ آسیایی بومی ایران اشاره دارد. | [ ۱ ]         |
| ایران             | یوزپلنگان              | به یوزپلنگ آسیایی بومی ایران اشاره دارد. | [ ۱ ]         |
| استرالیا          | کانگوروها              | کانگوروها | [ ۲ ]         |
| بحرین             | گرگ های قرمز           | قرمز یکی از رنگ های ملی بحرین است. | [ ۳ ]         |
| بنگلادش           | ببرهای بنگال           | ببر بنگال حیوان ملی بنگلادش است. | [ ۴ ]         |
| بوتان             | پسران اژدها            | اشاره به "اژدهای تندر"، نماد ملی بوتان است. | [ ۵ ]         |
| برونئی            | زنبورها                | با اشاره به لباس های زرد و مشکی این تیم که رنگ پرچم برونئی هم هست. | [ ۳ ]         |
| کامبوج            | رزمندگان آنگکور        | انگکور پایتخت امپراتوری خمر بود که تقریباً از قرن ۹ تا ۱۵ شکوفا شد. همچنین یکی از ابرشهرهای اولیه جهان بود.                                                                                                   | [ ۳ ] [ ۶ ]   |
| چین               | اژدهای سرخ             | اژدها نماد مهم فرهنگ چینی است. | [ ۷ ]         |
| تایوان            | بال های آبی            | با اشاره به ادعای تایوان (چین تایپه) بر کل چین. | [ ۳ ]         |
| گوآم              | ماتائو یا اشراف زادگان | "ماتائو" کلمه چامورو برای اشراف است. | [ ۸ ]         |
| هنگ کنگ           | اژدها                  | یک اصطلاح عامیانه رایج در هنگ کنگ که به معنای "قوی، قدرتمند و/یا محکم" ترجمه شده است. | [ ۳ ]         |
| هنگ کنگ           | قدرت                   | اژدها نماد مهمی در فرهنگ چینی است و هنگ کنگی ها نیز از آن برای نشان دادن غرور خود استفاده می کنند. | [ ۳ ]         |
| هند               | ببرهای آبی             | رنگ آبی موجود در نماد آشوکا چاکرا در پرچم هند و همچنین ببر بنگال نمادهای ملی هند هستند. | [ ۳ ]         |
| اندونزی           | گارودا                 | گارودا، پرنده ای افسانه ای، نماد ملی اندونزی است. | [ ۳ ]         |
| افغانستان         | شیرهای خراسان          | از افغانستان به طور عام و منطقه خراسان به طور خاص به عنوان «سرزمین شیرها» یاد می شود. | [ ۹ ]         |
| عراق              | شیرهای میان‌رودان       | شیر آسیایی که در شبه جزیره عربستان باستان یافت می شود، که به نام شیر میان‌رودان شناخته می شود، در فرهنگ عربی و اسلامی اهمیت زیادی دارد.                                                                       | [ ۱۰ ]        |
| ژاپن              | سامورایی ها            | سامورایی نماد شناخته شده ژاپن است، در حالی که رنگ های تیم ملی ژاپن عمدتا آبی است. | [ ۱۱ ] [ ۱۲ ] |
| اردن              | جوانمردان              | جوانمردان | [ ۱۳ ]        |
| کویت              | موج آبی                | آبی رنگ لباس های تیم ملی کویت است. | [ ۳ ]         |
| قرقیزستان         | شاهین های سفید         | شاهین علامت تجاری باستانی عشایر قرقیز است که در استپ‌های آسیای بودند. | [ ۱۴ ]        |
| لائوس             | میلیونها فیل           | لائوس به عنوان "سرزمین یک میلیون فیل" شناخته می شود، که هم به اهمیت فیل ها در فرهنگ لائوس و هم به پادشاهی لان زانگ، اولین ایالت متحد لائوس و یکی از بزرگترین پادشاهی ها در تاریخ آسیای جنوب شرقی اشاره دارد. | [ ۳ ]         |
| لبنان             | سروها                  | سرو نماد ملی مهم لبنان است و بر روی پرچم این کشور دیده می شود. | [ ۱۵ ] [ ۱۶ ] |
| ماکائو            | سبزها                  | سبز رنگ پرچم ماکائو است. | [ ۳ ]         |
| مالزی             | ببرهای مالایی          | ببر مالایی حیوان ملی مالزی است. | [ ۱۷ ]        |
| مالدیو            | ماهی های قرمز          | ماهی قرمز نوعی ماهی است که معمولا در مالدیو دیده می شود. | [ ۱۸ ]        |
| مغولستان          | گرگ های آبی            | مغولستان به عنوان "سرزمین آسمان آبی ابدی" شناخته می شود. گونه ای از گرگ بومی این کشور است. | [ ۳ ]         |
| برمه              | چینته                  | چینته یک شیر افسانه ای است که به طور مرتب در خارج از پاگوداهای میانمار دیده می شود. این نماد مهم فرهنگی و ملی میانمار محسوب می شود.                                                                          | [ ۱۹ ]        |
| نپال              | گورکاها                | گورکاها نماد ملی نپال هستند که نشان دهنده جوانمردی و شجاعت هستند. | [ ۳ ]         |
| کرهٔ شمالی         | چولیما                 | چولیما یک اسب افسانه ای و نماد ملی کره شمالی است. | [ ۱۱ ]        |
| عمان              | سرخ ها                 | اشاره به لباس های قرمز تیم عمان | [ ۳ ]         |
| پاکستان           | پاک شاین               | پاک شاین | [ ۲۰ ]        |
| فلسطین            | فدائیان                | اشاره به فدائیان فلسطینی. | [ ۲۱ ]        |
| فیلیپین           | سگ های ولگرد           | این نام مستعار که در دهه ۲۰۱۰ انتخاب شد، نشان دهنده سرسختی و انعطاف پذیری است و همچنین اشاره ای به میراث ترکیبی بسیاری از بازیکنان فیلیپینی است.                                                             | [ ۲۲ ] [ ۲۳ ] |
| قطر               | عنابی ها               | اشاره به پرچم قطر | [ ۳ ]         |
| عربستان سعودی     | شاهین صحرا             | شاهین یکی از جنبه های مهم فرهنگ عرب و همچنین بادیه نشینانی است که قبل از آنها آمده اند. رنگ سبز از پرچم عربستان می آید.                                                                                      | [ ۲ ]         |
| سنگاپور           | شیرها                  | سنگاپور در زبان سانسکریت به معنای شهر شیر است. | [ ۳ ]         |
| کرهٔ جنوبی         | ببرها                  | تیگوک بر روی پرچم کره جنوبی نشان دهنده تعادل یین و یانگ است، در حالی که ببر نماد شجاعت و قدرت است. | [ ۲ ]         |
| کرهٔ جنوبی         | تیگوک                  | تیگوک بر روی پرچم کره جنوبی نشان دهنده تعادل یین و یانگ است، در حالی که ببر نماد شجاعت و قدرت است. | [ ۳ ]         |
| سری‌لانکا          | شیرهای طلایی           | برگرفته از نماد شیر در پرچم سریلانکا. | [ ۳ ]         |
| سوریه             | قاسمیون                | کوه قاسیون کوهی است مشرف بر شهر دمشق | [ ۲۴ ]        |
| تاجیکستان         | تاج ها                 | شیر نماد ایرانی باستانی شامل دو تصویر است - شیر و خورشید. شیر نشان دهنده الوهیت، سلطنت و تبار قدرتمند پادشاهان است.                                                                                          | [ ۲۵ ]        |
| تاجیکستان         | شیرها                  | شیر نماد ایرانی باستانی شامل دو تصویر است - شیر و خورشید. شیر نشان دهنده الوهیت، سلطنت و تبار قدرتمند پادشاهان است.                                                                                          | [ ۳ ]         |
| تایلند            | فیل ها                 | فیل نماد مهمی در فرهنگ تایلند است. | [ ۲۶ ]        |
| تیمور شرقی        | تمساح ها               | تمساح ها در تیمور شرقی مورد احترام قرار می گیرند، جایی که آنها با زیارتگاه هایی در سراسر کشور مورد احترام قرار می گیرند.                                                                                     | [ ۳ ]         |
| ترکمنستان         | زمرد                   | زمرد | [ ۳ ]         |
| امارات متحدهٔ عربی | پسران زاید             | شیخ زاید بن سلطان آل نهیان بنیانگذار امارات متحده عربی بود. | [ ۲۷ ]        |
| ازبکستان          | گرگ خاکستری            | گرگ خاکستری نماد ملی ازبکستان است. | [ ۲۸ ]        |
| ویتنام            | جنگجویان ستاره طلایی   | برگرفته از "ستاره طلایی" روی پرچم ویتنام. | [ ۲۹ ] [ ۳۰ ] |
| یمن               | سرزمین خوشبخت          | مورخان باستان از یمن به عنوان "خوشبخت" یا "عربستان خوش شانس" در لاتین یاد می کنند. | [ ۳ ]         |